# Bubendorf BL
| BL ist das Kürzel für den Kanton Basel-Landschaft in der Schweiz. Es wird verwendet, um Verwechslungen mit anderen Einträgen des Namens Bubendorf zu vermeiden. |

Bubendorf (schweizerdeutsch: Buebedorf [ˈbuəbədəf]) ist eine politische Gemeinde im Bezirk Liestal des Kantons Basel-Landschaft in der Schweiz.

## Geographie

Historisches Luftbild von Werner Friedli (1967)

Bubendorf liegt auf 372 m ü. M. (Schulhaus Dorf) am Eingang zum Hinteren Frenkental. Das Dorf bildet den Schnittpunkt zwischen dem Waldenburger- und dem Reigoldswilertal (auch Föiflibertal genannt).
Bubendorf liegt zwischen seinen Nachbargemeinden Liestal, Lausen, Ramlinsburg, Hölstein, Lampenberg, Niederdorf, Arboldswil, Ziefen, Lupsingen und Seltisberg.
Die Frenke entsteht am östlichen Dorfende durch den Zusammenfluss der Hinteren und Vorderen Frenke.

## Geschichte
In Bubendorf wurden in der näheren Umgebung des Sappetengeländes keltische und alamannische Gräber entdeckt. Aus der Römerzeit haben sich Gemäuer, Reste einer römischen Strasse und einer Brücke erhalten. 2021 wurde ein Topf mit 1'290 Münzen aus dem 4. Jahrhundert n. Chr. gefunden. In einer Urkunde vom 13. Jahrhundert ist vermerkt, dass Bubendorf dem Grafen von Frohburg gehörte und 1399 zur Dompropstei Basel kam. Das Schloss Wildenstein gründeten die Eptinger im 13. Jahrhundert; es wurde beim grossen Basler Erdbeben 1356 beschädigt. Darauf wechselte es verschiedene Male den Besitzer und kam schliesslich an den Basler Henman Sevogel, der 1444 in der Schlacht bei St. Jakob an der Birs als Anführer der Baselbieter fiel. Heute gehört das Schloss mit dem dazugehörigen Bauernhof dem Kanton Basel-Landschaft. Der Hof wird schon seit einigen Jahren von David Sprunger gepflegt und bewirtschaftet. Ebenfalls eine Gründung der Eptinger war die Burg Gutenfels an der Gemeindegrenze zu Arboldswil. Zwischen 1220 und 1250 gebaut, wurde sie im Basler Erdbeben vollständig zerstört. Sie wurde um 1970 ausgegraben und wird in diesem Zustand erhalten.

## Wappen
Das Wappen der Herren von Bubendorf, ein durch Spitzenschnitt schräg in Schwarz und Silber geteiltes Schild.

## Wirtschaft
Das Dorf zählt 16 Landwirtschaftsbetriebe. Daneben bieten 167 Betriebe Arbeit für 1616 Angestellte (Stand 2001). Bedeutendstes Unternehmen ist die Industriefirma Bachem Holding.

## Politik
Gemeindepräsident ist Matthias Mundwiler (FDP, Stand: 2025).
Bei den Schweizer Parlamentswahlen 2023 betrugen die Wähleranteile in Bubendorf: SVP 28,1 % (2019 26,9 %), SP 26,8 % (23,7 %), FDP 11,6 % (12,8 %), Mitte 9,0 % (6,4 %), Grüne 8,9 % (16,8 %), glp 7,5 % (5,9 %), EVP 5,3 % (7,4 %), EDU 1,2 % (–).

## Verkehr

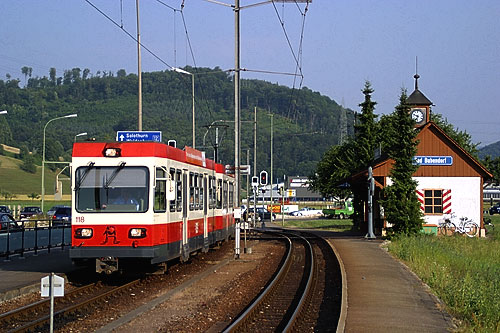
Waldenburgerbahn

Die Gemeinde liegt an der Hauensteinstrasse von Liestal nach Waldenburg und an der Hauptstrasse nach Reigoldswil. Durch die Buslinien 70 und 71 der Autobus AG Liestal sowie die Waldenburgerbahn ist Bubendorf an den öffentlichen Verkehr angebunden.

## Sehenswürdigkeiten
- Alte Baselbieter Bauernhäuser
- Dreigeschossiges Wohnhaus mit gotischen Dreierfenstern, Satteldach, Treppengiebeln und angebauter Scheune aus dem Jahre 1600
- Pfarrkirche mit alten Wappenscheiben
- Kassettendecke mit bemalten Holztafeln im Pfarrsaal (um 1700 entstanden)
- Ehemaliger Dinghof der Dompropstei
- Bad Bubendorf, frühere Badeanstalt, heute Hotel
- Schloss Wildenstein mit gewaltigen alten Eichen und einem Wasserfall mit Tropfstein
- Ruine Gutenfels, deutlich erhaltener Grundriss einer schlichten Höhenburg

## Bilder

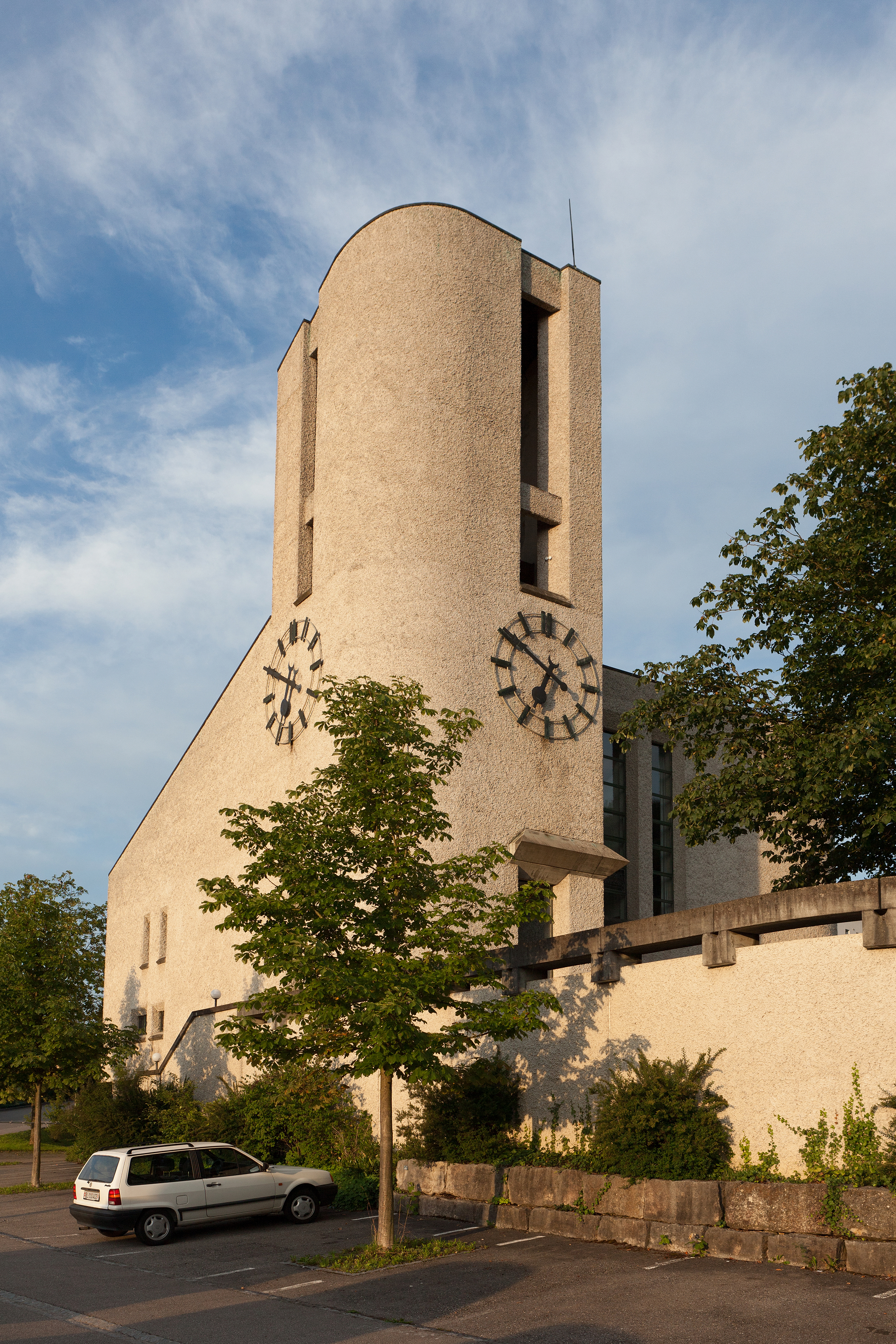
Reformierte Kirche
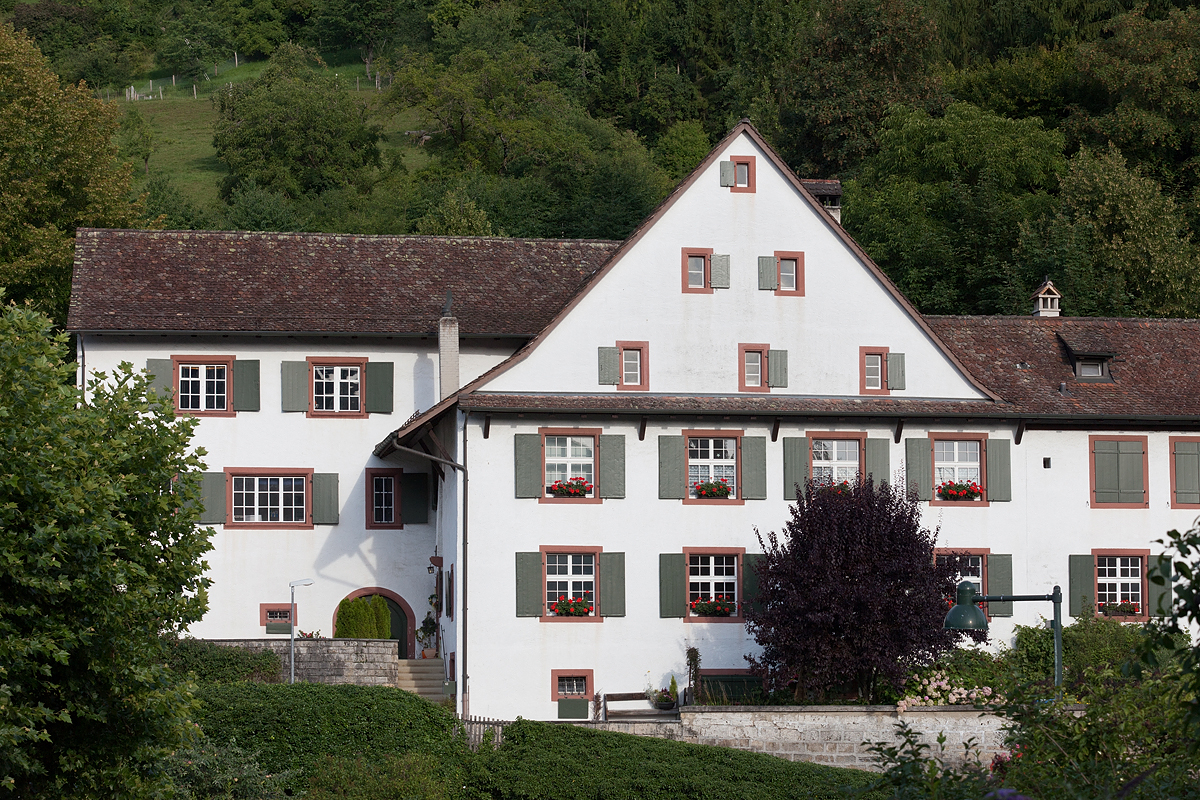
Pfarrhaus
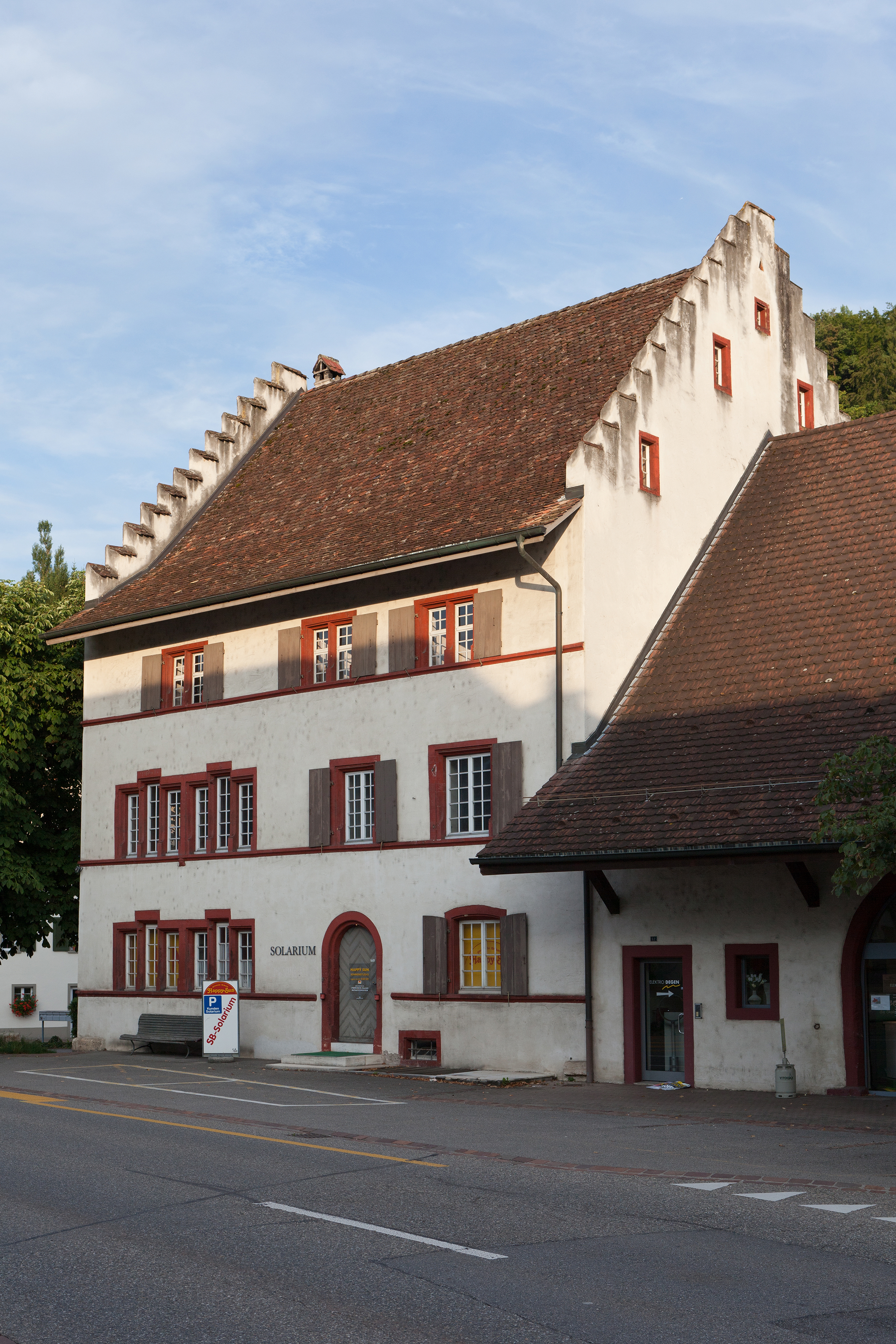
Dinghof
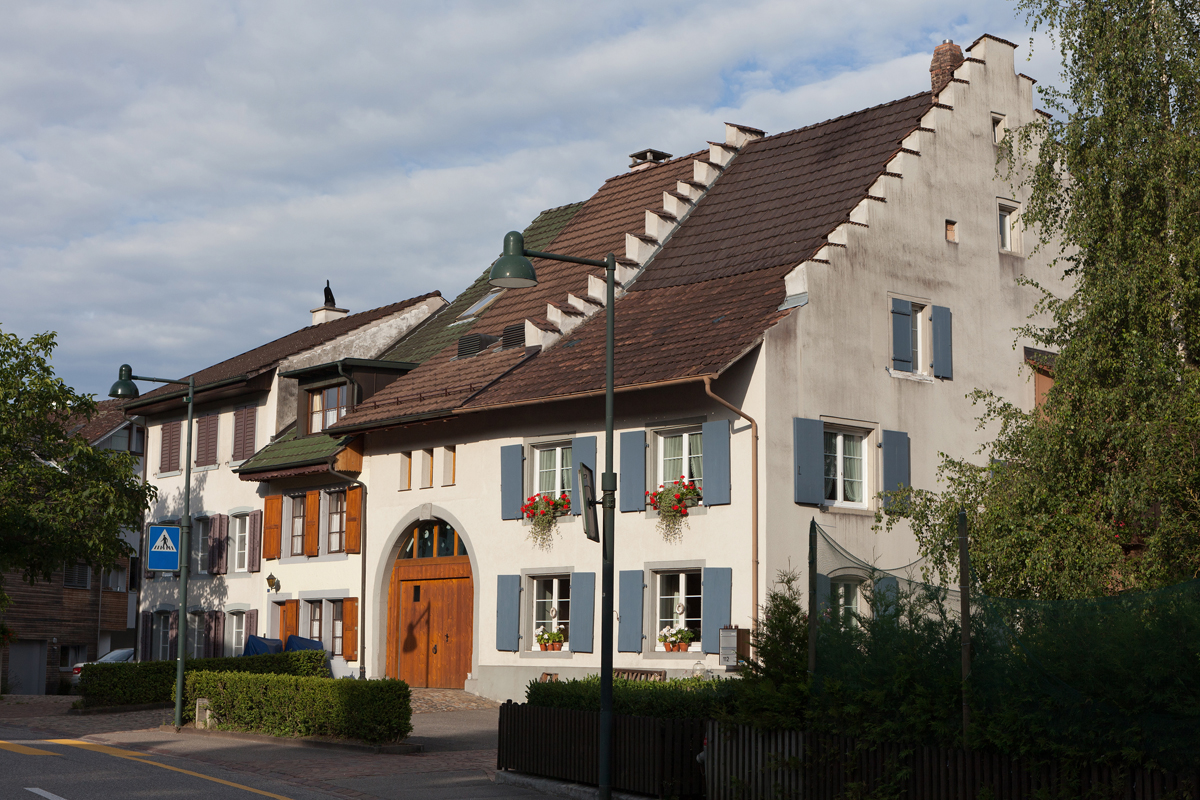
Hauptstrasse
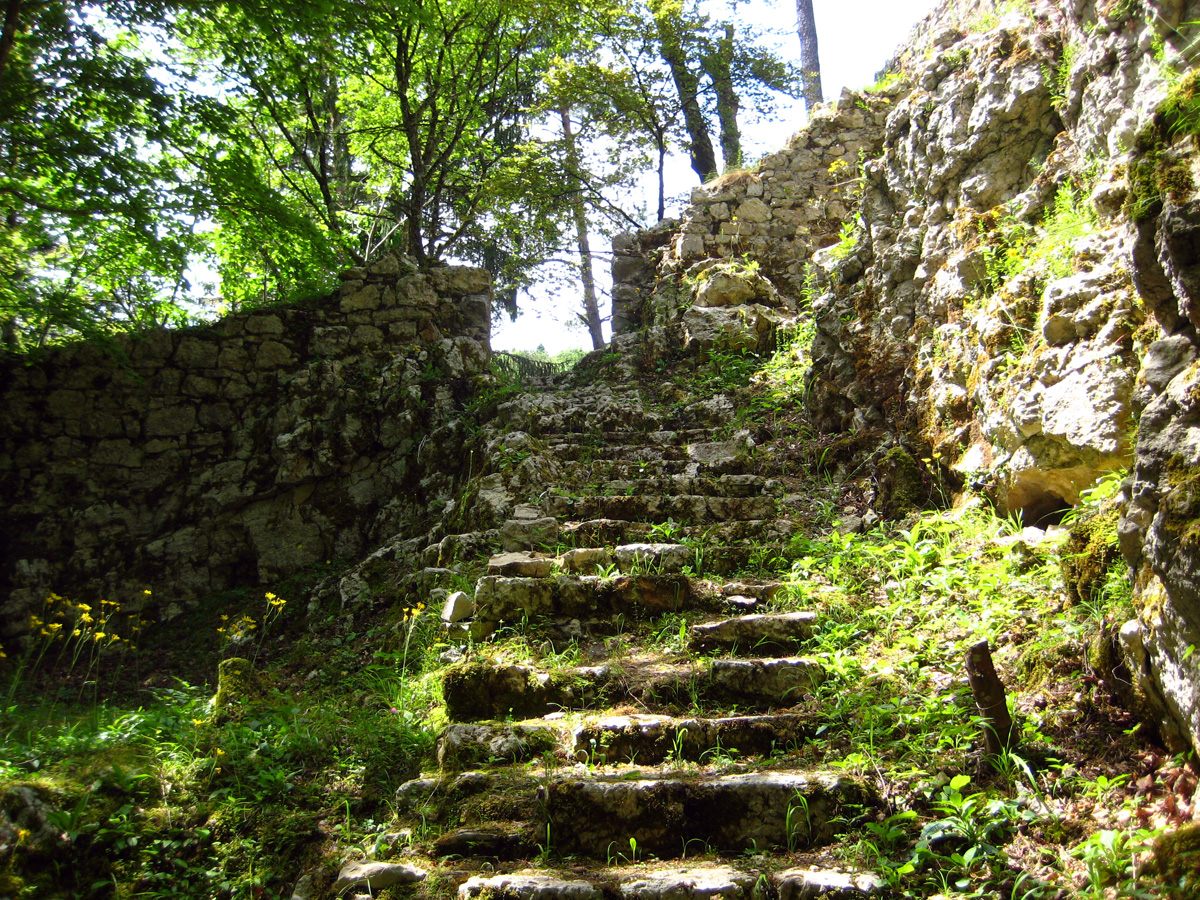
Ruine Gutenfels

## Persönlichkeiten
- Walter Meyer (* 24. Juli 1837 in Bubendorf; † 13. November 1901 in Liestal), Landwirt und Politiker
- Ernst Schneider (* 1878 in Bubendorf; † 1957 in Muttenz), Volksschullehrer, Reformpädagoge, Psychoanalytiker und Freiwirtschaftler